# Pugilato ai XIII Giochi del Mediterraneo
I tornei di  Pugilato ai XIII Giochi del Mediterraneo si sono svolti dal 14 al 19 giugno 1997 presso la Palestra ex Gil di Bari, in Italia.

## Risultati
| Evento  | Oro                    | Argento                | Bronzo                                     |
| 48 kg   | Mimoun Chent           | Hassen Jelassi         | Rafael Lozano Munoz Abdel Kebir Ghennam    |
| 51 kg   | Carmine Molaro         | Mahdi Assous           | Roudik Kazantzian Bedri Çınar              |
| 54 kg   | Soner Karagöz          | Sergio Spatafora       | Riad Kalai Abdelaziz Boulahia              |
| 57 kg   | Serdar Yağlı           | Noureddine Medjhoud    | Hicham Nafil Boris Georgiadis              |
| 60 kg   | Mohamed Allalou        | Mohamed Ali Ben Naceur | Tigran Ouzlian Hassan Khabbout             |
| 63,5 kg | Nurhan Süleymanoğlu    | Ciro Di Corcia         | Kamel Chater Christophe Canclaux           |
| 67 kg   | Leonard Bundu          | Bülent Ulusoy          | Laureano Leiva Fernandez Theodoros Kotakos |
| 71 kg   | Mohamed Salah Marmouri | Ercüment Aslan         | Antonios Giannoulas Christian Sanavia      |
| 75 kg   | Raffaele Bergamasco    | Jean Paul Medy         | Malik Beyleroğlu Yuri Kyriakidis           |
| 81 kg   | Georgios Mourlas       | Stipe Drviš            | Edmond Hoxha Frederic Serrat               |
| 91 kg   | Giacobbe Fragomeni     | Mohamed Benguesmia     | Esmir Kukic Amro Moustafa El Sayed         |
| +91 kg  | Paolo Vidoz            | Sinan Şamil Sam        | Mirko Filipović Lymberis Flessias          |

## Medagliere
| Posizione | Paese                | Oro | Argento | Bronzo | Totale |
| --------- | -------------------- | --- | ------- | ------ | ------ |
| 1         | Italia               | 5   | 2       | 1      | 8      |
| 2         | Turchia              | 3   | 3       | 2      | 8      |
| 3         | Tunisia              | 1   | 2       | 2      | 5      |
| 4         | Algeria              | 1   | 3       | 1      | 5      |
| 5         | Francia              | 1   | 1       | 2      | 4      |
| 6         | Grecia               | 1   | 0       | 6      | 7      |
| 7         | Croazia              | 0   | 1       | 1      | 2      |
| 8         | Marocco              | 0   | 0       | 3      | 3      |
| 9         | Spagna               | 0   | 0       | 2      | 2      |
| 10        | Cipro                | 0   | 0       | 1      | 1      |
| 10        | Egitto               | 0   | 0       | 1      | 1      |
| 11        | Albania              | 0   | 0       | 1      | 1      |
| 11        | Bosnia ed Erzegovina | 0   | 0       | 1      | 1      |
| Totale    | Totale               | 12  | 12      | 24     | 48     |